# Szentmártoni Béla
Szentmártoni Béla (Hencse, 1931. február 6. – Hencse, 1988. május 28.) amatőrcsillagász.

## Élete
1956-ban kezdett fényerős távcsőtükrök csiszolásával foglalkozni, a következő évtizedekben mintegy száz (100–250 mm átmérőjű) tükröt készített megrendelésre. Főleg a mélyégobjektumok és kettőscsillagok megfigyelése foglalkoztatta: az ezen témákra szakosodott környékbeli amatőrők számára megszervezte az Albireo Amatőrcsillagász Klubot (1971), amely később országos hatáskörűvé vált. 1971-ben a műkedvelők megfigyeléseinek közlésére megindította Kaposváron az „ALBIREO” című havi folyóiratot, amelyet 1984-ig maga szerkesztett, sokszorosított és postázott. A megfigyelőmunka előmozdítására számos külön füzetet is kiadott, majd egybegyűjtve a magyarországi észleléseket, katalógusformában közölte. Jelentős szerepe volt a fiatal amatőr nemzedék kiművelésében.
Munkássága elismeréseként a Nemzetközi Csillagászati Unió a Magyar Csillagászati Egyesület javaslatára róla nevezte el a 3427 Szentmártoni kisbolygót. 1982-ben Zerinváry Szilárd-emlékéremmel tüntették ki.